# Finales NBA 1956
Navigation
Finales 1955 Finales 1957
Les finales NBA 1956 sont la dernière série de matchs de la saison 1955-1956 de la NBA et la conclusion des séries éliminatoires (playoffs) de la saison. Le champion de la division Est, les Warriors de Philadelphie rencontrent le champion de la division Ouest les Pistons de Fort Wayne.

## Classement en saison régulière
| Champion de division | Qualifié pour les playoffs | Éliminé des playoffs |

| Division Est             | V  | D  | PCT  | GB |
| ------------------------ | -- | -- | ---- | -- |
| Warriors de Philadelphie | 45 | 27 | .625 | -  |
| Celtics de Boston        | 39 | 33 | .542 | 6  |
| Knicks de New York       | 35 | 37 | .486 | 10 |
| Nationals de Syracuse    | 35 | 37 | .486 | 10 |

| Division Ouest        | V  | D  | PCT  | GB |
| --------------------- | -- | -- | ---- | -- |
| Pistons de Fort Wayne | 37 | 35 | .514 | -  |
| Lakers de Minneapolis | 33 | 39 | .458 | 4  |
| Hawks de Saint-Louis  | 33 | 39 | .458 | 4  |
| Royals de Rochester   | 31 | 41 | .431 | 6  |

### Tableau des playoffs
|  | Demi-finales de Division | Demi-finales de Division | Demi-finales de Division |                       |   | Finales de Division | Finales de Division | Finales de Division |  |  | Finales NBA | Finales NBA              | Finales NBA |
|  |                          |                          |                          |                       |   |                     |                     |                     |  |  |             |                          |             |
|  |                          |                          |                          |                       |   |                     |                     |                     |  |  |             |                          |             |
|  |                          | 1                        | Warriors de Philadelphie | 3                     |   |                     |                     |                     |  |  |             |                          |             |
|  | Division Est             | 1                        | Warriors de Philadelphie | 3                     |   |                     |                     |                     |  |  |             |                          |             |
|  |                          |                          | 3                        | Nationals de Syracuse | 2 |                     |                     |                     |  |  |             |                          |             |
|  | 3                        | Nationals de Syracuse    | 3                        | Nationals de Syracuse | 2 | 2                   |                     |                     |  |  |             |                          |             |
|  | 3                        | Nationals de Syracuse    |                          |                       |   | 2                   |                     |                     |  |  |             |                          |             |
|  | 2                        | Celtics de Boston        | 1                        |                       |   |                     |                     |                     |  |  |             |                          |             |
|  |                          |                          |                          |                       |   |                     |                     |                     |  |  | E1          | Warriors de Philadelphie | 4           |
|  |                          |                          | O1                       | Pistons de Fort Wayne | 1 |                     |                     |                     |  |  |             |                          |             |
|  |                          |                          |                          |                       |   |                     |                     |                     |  |  |             |                          |             |
|  |                          |                          |                          |                       |   |                     |                     |                     |  |  |             |                          |             |
|  |                          | 1                        | Pistons de Fort Wayne    | 3                     |   |                     |                     |                     |  |  |             |                          |             |
|  | Division Ouest           | 1                        | Pistons de Fort Wayne    | 3                     |   |                     |                     |                     |  |  |             |                          |             |
|  |                          |                          | 3                        | Hawks de Saint-Louis  | 2 |                     |                     |                     |  |  |             |                          |             |
|  | 3                        | Hawks de Saint-Louis     | 3                        | Hawks de Saint-Louis  | 2 | 2                   |                     |                     |  |  |             |                          |             |
|  | 3                        | Hawks de Saint-Louis     |                          |                       |   | 2                   |                     |                     |  |  |             |                          |             |
|  | 2                        | Lakers de Minneapolis    | 1                        |                       |   |                     |                     |                     |  |  |             |                          |             |

## Résumé de la finale NBA
| Match  | Date    | Équipe à domicile | Résultat      | Equipe à l'extérieur |
| ------ | ------- | ----------------- | ------------- | -------------------- |
| Game 1 | 31 mars | Philadelphie      | 99–94 (1–0)   | Fort Wayne           |
| Game 2 | 1 avril | Fort Wayne        | 84–83 (1–1)   | Philadelphie         |
| Game 3 | 3 avril | Philadelphie      | 100–96 (2–1)  | Fort Wayne           |
| Game 4 | 5 avril | Fort Wayne        | 105–107 (1–3) | Philadelphie         |
| Game 5 | 7 avril | Philadelphie      | 99–88 (4–1)   | Fort Wayne           |

## Équipes

### Warriors de Philadelphie
| Effectif des Warriors de Philadelphie 1955-1956 |
| --- |
| 4 Larry Hennessy • 5 George Dempsey • 6 Neil Johnston • 7 Ernie Beck • 9 Joe Graboski • 11 Paul Arizin • 12 Buddy Davis • 14 Jackie Moore • 15 Tom Gola • 17 Jack George Entraîneur : George Senesky |

### Pistons de Fort Wayne
| Effectif des Pistons de Fort Wayne 1955-1956 |
| --- |
| 5 Chuck Noble • 6 Charles Cooper • 7 Frank Brian • 7/8 Corky Devlin • 8/15 Odie Spears • 9 Mel Hutchins • 10 Max Zaslofsky • 12 George Yardley • 14 Andy Phillip • 15 James Horan • 15/18 Jesse Arnelle • 16 Larry Foust • 17 Bob Houbregs • 18 Don Bielke Entraîneur : Charley Eckman |